# Machimus adustus
Machimus adustus là một loài ruồi trong họ Asilidae. Machimus adustus được Martin miêu tả năm 1975. Loài này phân bố ở vùng Tân Bắc giới.